# Giovanni Padula
Giovanni Padula (Matera, 14 agosto 1885 – Matera, 1º febbraio 1963) è stato un imprenditore italiano, fondatore insieme al papà Giacinto e al fratello Emanuele della ditta Giacinto Padula & Figli, produttrice della Pasta Padula di Matera.

## Biografia
Primo di tre figli, inizialmente proseguì il mestiere del padre Giacinto, carrettiere e commerciante, specializzando l'attività di famiglia nella commercializzazione del grano duro, prodotto di eccellenza del territorio materano. Così insieme a suo padre e a suo fratello Emanuele costituirono la società Giacinto Padula & Figli, iniziando a intraprendere molte relazioni con il mondo agricolo locale e con le imprese più rilevanti del settore. Alla morte del padre avvenuta nel 1928, i fratelli Giovanni ed Emanuele decisero di entrare nel comparto della produzione e commercializzazione della pasta, studiando tutti i più innovativi processi produttivi del settore; dai pastifici di Gragnano e Torre Annunziata, in particolare il pastificio Garofalo di Gragnano, conobbero le tecniche e i macchinari più avanzati per la produzione. Riuscirono pertanto nell'intento di coniugare le innovazioni tecnologiche con il patrimonio locale di conoscenze ed esperienze che aveva portato la città di Matera ad avere una tradizione consolidata di molitura e pastificazione.
I fratelli Padula presero in fitto dal 1930 al 1935 un mulino e pastificio a Ruvo di Puglia, poi nel 1935 comprarono il vecchio mulino e pastificio Lamacchia-Tortorelli, situato a Matera in via Lucana, e l'anno successivo rilevarono in fitto il mulino e pastificio Alvino, storico impianto della città di Matera risalente al 1884. Per un decennio Padula produsse nel mulino Alvino circa 30.000 quintali annui di pasta, destinata al mercato lucano e pugliese; nel dopoguerra lo storico opificio Alvino fu acquisito dalle famiglie Quinto e Manfredi, produttori della Pasta Lucana, e i Padula si concentrarono nella modernizzazione del mulino-pastificio Lamacchia-Tortorelli, producendo una pasta di grande qualità denominata Pasta Padula, apprezzato marchio della città dei Sassi.
Nel dopoguerra Giovanni fu eletto sindaco di Matera con la Democrazia Cristiana, carica che mantenne dal 1945 al 1952. Furono anni di grande sviluppo della città, impegnata nel risanamento dei rioni Sassi; per il suo impegno ricevette le onorificenze di cavaliere ufficiale nel 1952 e commendatore nel 1956. Nel frattempo entrò in attività nel 1963 il nuovo pastificio di Matera in via Cererie, dotato di macchine di ultima generazione, e Padula divenne una delle principali industrie di pasta del Mezzogiorno con un messaggio pubblicitario che recitava: «L'antica tradizione su una nuova strada». Nello stesso anno Giovanni morì; la tradizione aziendale di produzione della pasta durò fino al 1986, quando cessò la sua attività durante la cosiddetta guerra della pasta, che portò alla chiusura di molti piccoli e medi pastifici meridionali, a vantaggio di grandi gruppi nazionali. Nella gestione dell'opificio subentrò la Barilla, che terminò la produzione nello stabilimento materano nel 2005.